# Amt Gingst

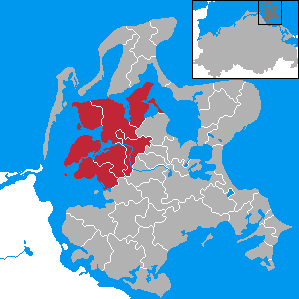
Amt Gingst im Landkreis Rügen

Im Amt Gingst mit Sitz in der Gemeinde Gingst waren die sechs Gemeinden Gingst, Kluis, Neuenkirchen, Schaprode, Trent und Ummanz zur Erledigung ihrer Verwaltungsgeschäfte zusammengeschlossen.
Am 1. Januar 2005 gingen die Gemeinden des Amtes Gingst zusammen mit den Gemeinden des ehemaligen Amtes Südwest-Rügen und der vormals amtsfreien Gemeinde Insel Hiddensee im neuen Amt West-Rügen auf.